# Projekt 945
Projekt 945 (v kódu NATO třída Sierra) je třída ponorek Sovětského námořnictva s jaderným pohonem. Celkem byly postaveny čtyři ponorky této třídy, přičemž stavba dalších dvou byla zrušena. Prototyp byl zařazen roku 1984. K roku 2019 zůstávaly ve službě ponorky B-534 Nižnij Novgorod a B-336 Pskov.

## Stavba
Dvě ponorky základní verze projekt 945 Barrakuda (v kódu NATO Sierra I) postavila sovětská loděnice Krasnoje Sormovo v Gorkém. Ve své konstrukci dále rozvíjely ponorky projektu 671RTM, ze kterých převzaly zejména sonarový komplex a tichý pohonný systém. Pojmenovány byly K-239 a K-276. Do služby byly přijaty v letech 1984 a 1987. Následně stejná loděnice postavila dvě ponorky vylepšené verze Projekt 945A Kondor (v kódu NATO Sierra II), zařazené do služby v letech 1990 a 1993 jako K-534 a B-336. Dále loděnice rozestavěla ještě pátou a šestou jednotku ve verzi Projekt 945AB Mars (v kódu NATO Siera III), ale ani jedna z nich nebyla dokončena vzhledem ke konci studené války.
Jednotky projektu 945:
| Jméno | Verze         | Založený kýlu | Spuštěna | Vstup do služby   | Status                                                                                        |
| ----- | ------------- | ------------- | -------- | ----------------- | --------------------------------------------------------------------------------------------- |
| К-239 | Projekt 945   | 1979          | 1983     | 29. září 1984     | Od roku 1992 B-239, od roku 1993 B-239 Karp. Vyřazena.                                        |
| К-276 | Projekt 945   | 1984          | 1986     | 27. října 1987    | Od roku 1992 B-276, od roku 1993 B-276 Krab, od roku 1996 B-276 Kostroma. Vyřazena.           |
| К-534 | Projekt 945A  | 1986          | 1989     | 26. prosince 1990 | Od roku 1992 B-534, od roku 1993 B-534 Zubatka a od roku 1996 B-534 Nižnij Novgorod. Aktivní. |
| K-336 | Projekt 945A  | 1989          | 1992     | 16. prosince 1993 | Dokončena jako B-336. Od roku 1996 B-336 Pskov. Aktivní.                                      |
| К-536 | Projekt 945AB | 1988          | –        | –                 | Stavba zrušena 1994.                                                                          |
| –     | Projekt 945AB | 1989          | –        | –                 | Stavba zrušena 1990.                                                                          |

## Konstrukce

### Projekt 945

Ilustrace ponorky třídy Sierra I

Dvojitý trup ponorek je z části postaven z titanu a je tvarován pro podhladinovou plavbu vysokou rychlostí. Příďová hloubková kormidla byla zatahovatelná. Výzbroj tvoří čtyři 650mm torpédomety, pro které je neseno dvanáct dlouhých zbraní. Patří mezi ně torpéda typů 65-73 a 65-76 Kit, nebo protiponorkové střely RPK-7 Veter (v kódu NATO SS-N-16 Stallion). Střely na cíl dopravují buď 400mm protiponorkové torpédo 83R, nebo jadernou hlubinnou pumu 86R. Dále ponorky nesou čtyři 533mm torpédomety se zásobou 28 dlouhých zbraní, torpéd a protiponorkových střel RPK-6 Vodopad (v kódu NATO SS-N-16 Stallion). Střely na cíl dopravují buď protiponorkové torpédo 82R, nebo jadernou hlubinnou pumu 90R. Celkem tedy ponorka pojmula čtyřicet dlouhých zbraní, více než dvojnásobek kapacity ponorek Projektu 671RTM (třída Victor III). V případě napadení ze vzduchu může posádka využít přenosné protiletadlové raketové komplety 9K34 Strela-3 (dvanáct kusů). Pohonný systém tvoří jeden jaderný reaktor OK-650B-3 o výkonu 190 MW a parní turbína OK-9D o výkonu 50 000 hp, pohánějící jeden titanový šestilistý lodní šroub. Nejvyšší rychlost dosahuje 12,2 uzlu na hladině a 35 uzlů pod hladinou. Operační hloubka ponoru dosahuje 480 metrů a maximální 600 metrů.

### Projekt 945A

Ilustrace ponorky třídy Sierra II

Ponorky této verze měly vylepšený sonarový komplex MGK-540 SKAT a upravené složení výzbroje, která postrádala 650mm torpédomety. Do jejich výzbroje byly naopak integrovány nové protizemní střely S-10 Granat (v kódu NATO SS-N-21 Sampson). Výzbroj tvoří šest 533mm torpédometů, pro které je neseno 36 dlouhých zbraní. Patří mezi ně torpéda USET-80, TEST-71M a VA-111 Škval, dále protizemní střely Granat a protiponorkové střely RPK-6 Vodopad. V případě napadení ze vzduchu může posádka využít přenosné protiletadlové raketové komplety 9K38 Igla (dvanáct kusů). Ponorka К-534 je vybavena reaktorem typu OK-650M.01 a její sesterská ponorka K-336 reaktorem typu OK-650M.02. Turbína zůstala stejná. Nejvyšší rychlost dosahuje 14 uzlů na hladině a 32,8 uzlů pod hladinou.

### Modernizace
Ponorky K-336 Pskov (2015) a К-534 Nižnij Novgorod (2018) byly během modernizace vybaveny raketovým kompletem Kalibr vyzbrojeným protizemními a protilodními střelami.

## Služba
Dne 11. února 1992 ve 20:16 se ponorka K-276 Kostroma poblíž ostrova Kildin v Barentsově moři srazila s americkou stíhací ponorkou třídy Los Angeles USS Baton Rouge (SSN-689). Obě ponorky byly poškozeny, Kostroma zejména v oblasti velitelské věže.